# جون ديفيز (مصور)
جون ديفيز (بالإنجليزية: John Davies)‏ هو مصور بريطاني، ولد في 1949 في درم في المملكة المتحدة.

## وصلات خارجية
- الموقع الرسمي